# Rune Berggren
Gustaf Rune Berggren, född 17 juli 1925 i Fellingsbro socken, Örebro län, död 21 augusti 2009 i Sollentuna församling, Stockholms län, var en svensk jurist och ämbetsman.

## Karriär
Berggren avlade juris kandidatexamen vid Uppsala universitet 1951 och genomförde tingstjänstgöring 1951–1954. År 1954 blev han fiskal i Svea hovrätt och 1956 blev tingssekreterare i Oppunda och Villåttinge domsaga. Han utnämndes till assessor i Svea hovrätt 1960 och hovrättsråd 1969 samt var anställd på Inrikesdepartementet 1960–1973, först som lagbyråchef, departementsråd och rättschef för att 1971–1973 bli statssekreterare. Därefter var han generaldirektör för Riksrevisionsverket 1974–1986. Han invaldes 1977 som ledamot i Kungliga Ingenjörsvetenskapsakademien. Han var vidare styrelseledamot i en rad olika bolag.

## Den Nya Välfärden
Efter pensioneringen grundade Rune Berggren  tillsammans med Patrik Engellau 1988 tankesmedjan Den Nya Välfärden. Han deklarerade i Dagens Industri den 2 september 1998 att han ville förstärka den statliga effektivitetsrevisionen genom en sammanslagning av Riksdagens revisorer (RR) och Riksrevisionsverket (RRV).
År 2006 blev Berggren ledamot i Aktietorgets disciplinnämnd.

## Familj
Rune Berggren gifte sig 1953 med Ulla-Lena Björngård, född 1931. Han är gravsatt i minneslunden på Silverdals griftegård i Sollentuna.